# Forsyth (Missouri)
Forsyth és una població dels Estats Units a l'estat de Missouri. Segons el cens del 2000 tenia 1.686 habitants.

## Demografia
Segons el cens del 2000, Forsyth tenia 1.686 habitants, 788 habitatges, i 487 famílies. La densitat de població era de 319,1 habitants per km².
Dels 788 habitatges en un 18,4% hi vivien nens de menys de 18 anys, en un 53,7% hi vivien parelles casades, en un 6,5% dones solteres, i en un 38,1% no eren unitats familiars. En el 34,8% dels habitatges hi vivien persones soles el 20,6% de les quals corresponia a persones de 65 anys o més que vivien soles. El nombre mitjà de persones vivint en cada habitatge era de 2,04 i el nombre mitjà de persones que vivien en cada família era de 2,59.
Per edats la població es repartia de la següent manera: un 16,9% tenia menys de 18 anys, un 4,7% entre 18 i 24, un 20,6% entre 25 i 44, un 24,3% de 45 a 60 i un 33,5% 65 anys o més.
L'edat mediana era de 53 anys. Per cada 100 dones de 18 o més anys hi havia 79,8 homes.
La renda mediana per habitatge era de 31.801 $ i la renda mediana per família de 39.625 $. Els homes tenien una renda mediana de 30.882 $ mentre que les dones 19.183 $. La renda per capita de la població era de 21.436 $. Entorn del 5,4% de les famílies i el 9,7% de la població estaven per davall del llindar de pobresa.

## Poblacions més properes
El següent diagrama mostra les poblacions més properes.